# Juybar

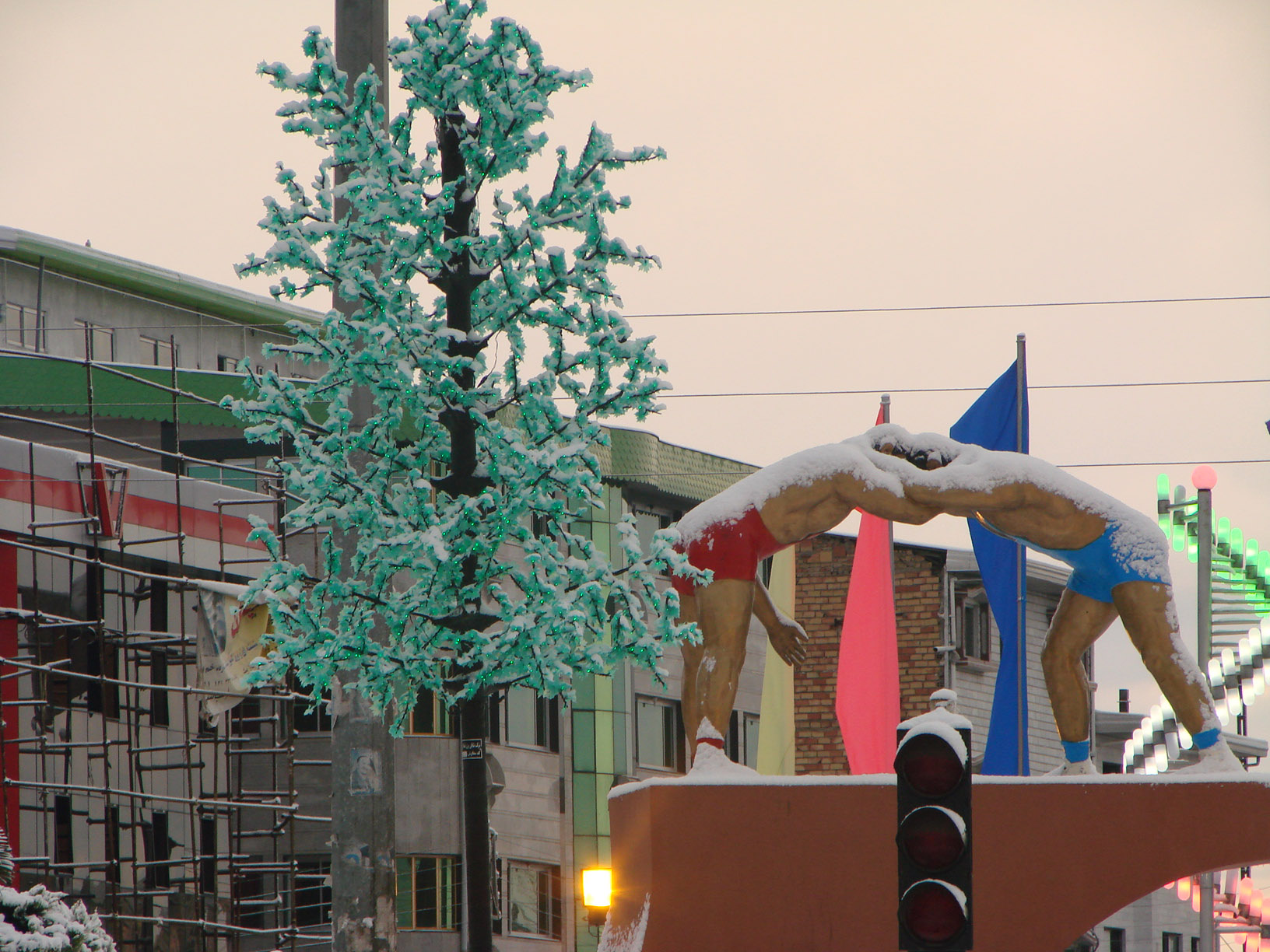
Um palácio em Juybar

Juybar (جویبار em persa) é uma cidade da província de Mazandaran, ao norte do Irã. Situa-se às margens do Mar Cáspio.